# Список безпілотних літальних апаратів
Список безпілотних літальних апаратів з розподілом за країнами-виробниками.

## Австралія

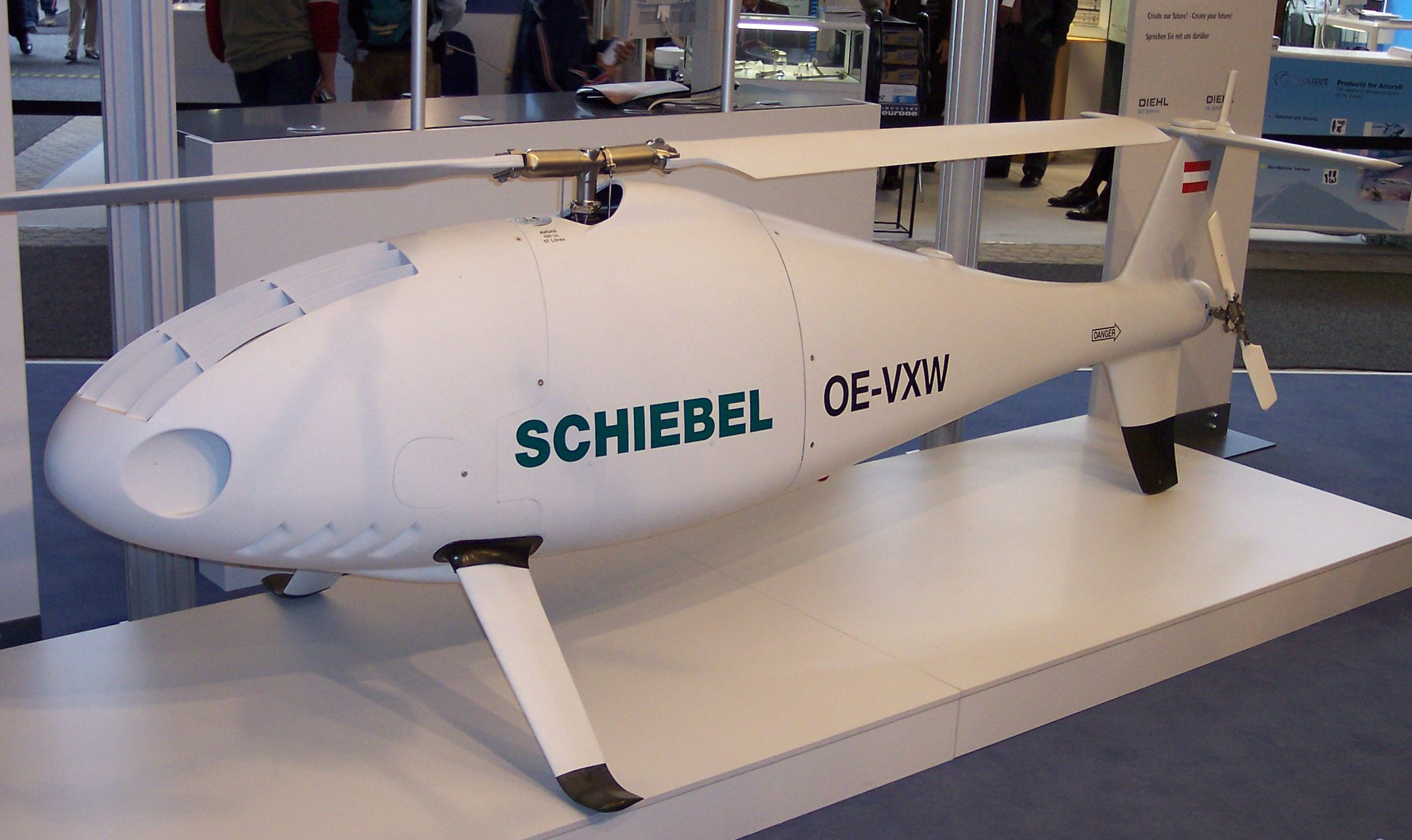
Camcopter S-100

- Aerosonde — призначений для метеоспостережень і збору даних. У серпні 1998 року першим з дронів перетнув Атлантичний океан.

## Австрія
- Camcopter S-100 — багатоцільовий вертоліт, вага спорядженого 200 кг.

## Азербайджан
- Orbiter-2M — 30 штук[1]

## Алжир
- Amel (UAV)[en]
  - Al Fajer L-10

## Аргентина
- AeroDreams
  - AeroDreams Chi-7[2]
  - AeroDreams ADS-101 Strix
  - AeroDreams ADS-201 Petrel
  - AeroDreams ADS-301 Ñancú
  - AeroDreams ADS-401
- Nostromo Defensa
  - Nostromo Caburé[3]
  - Nostromo Centinela
  - Nostromo Yagua[3][4]
  - Nostromo Yarará[3]
- Quimar
  - Quimar MQ-1 Chimango
  - Quimar MQ-2 Bigua
- Інші
  - FMA IA X 59 Dronner (FMA)[5]

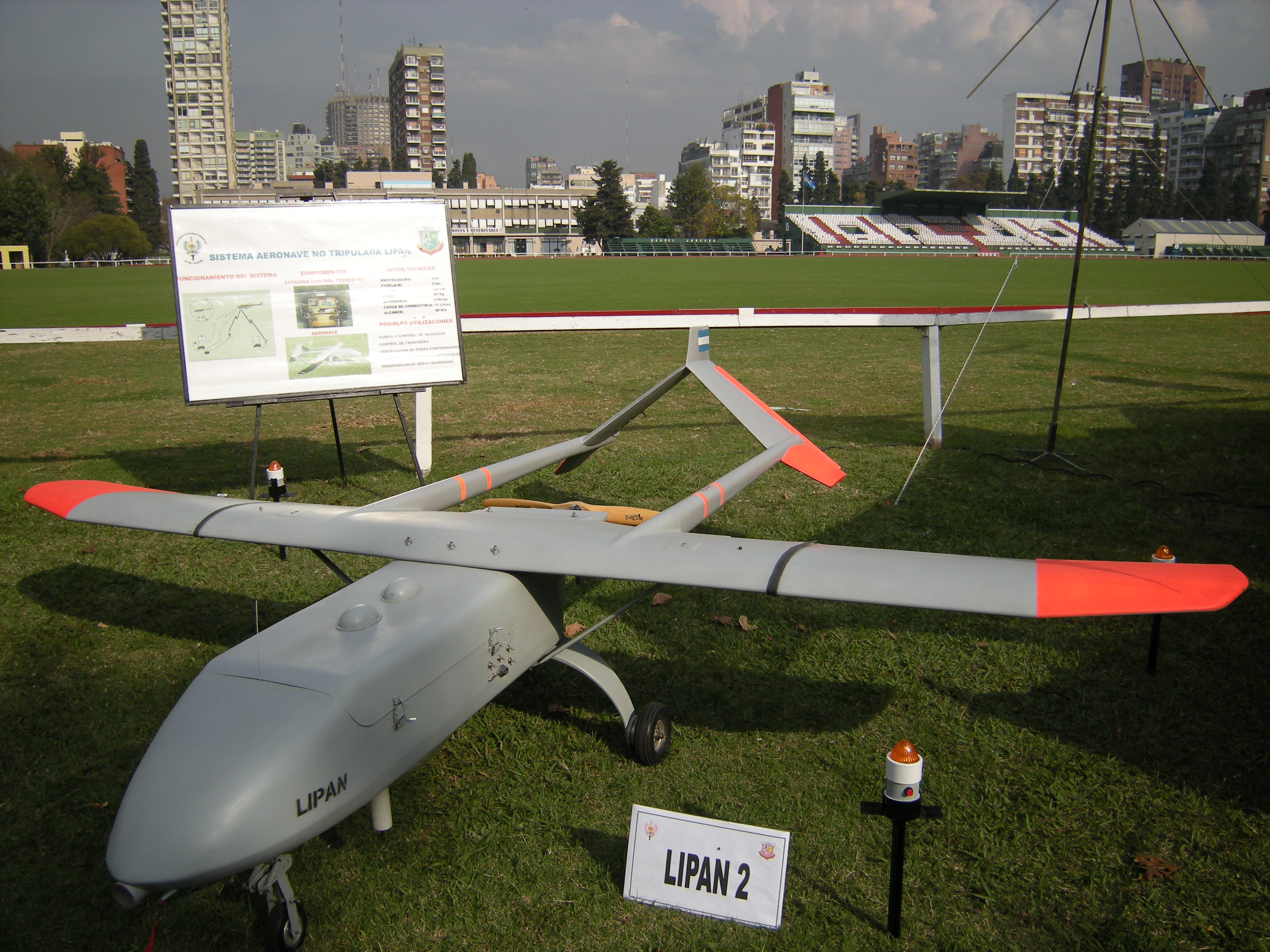
Lipán

  - Guardian (AeroDreams спільно з ВМС Аргентини).
  - Lipán M3 (Армія Аргентини).
  - Lipán XM4 (Армія Аргентини).
  - PAE-22365 (Міністерство науки, технологій та інновацій Аргентини).

## Білорусь
- Гриф-1[6]
- Беркут повітряна мішень[7][8]
- INDELA-I. N. SKY — розвідувальний вертоліт (діаметр несучого гвинта 3,168 м, злітна вага 140 кг)
- Бусел M[9]
- Буревісник[10]

## Бельгія
- Epervier

## Болгарія
- Армстехно НІТІ — літак з розмахом крила 5,38 м. Розроблений у 2006 році, дослідний зразок.
- РУМ-2МБ — радіокерований літак-мішень, високоплан масою 14 кг. Випускався з 1971 року.

## Бразилія
- Carcara — піхотний портативний БЛА, на озброєнні бразильської морської піхоти. Розроблений і побудований бразильською компанією SANTOS LAB[11].

## Велика Британія
- PHASA-35 — літак на сонячній енергії, в розробці (2020 рік).
- Phoenix
- QinetiQ Zephyr — літак на сонячних батареях (розмах крила 23 м, злітна вага 55 кг).
- RAE Larynx — літак-снаряд з поршневим двигуном, розроблений наприкінці 1920-х. Розмах крила — 6035 мм, злітна маса — 544…635 кг.

## Вірменія
- X-55, Army-55M — безпілотний літак злітною масою 50 кг, виготовлявся з 2014 року.
- Крунк 25-1 — тактичний літак (розмах крила 4,2 м, злітна вага 50-60 кг).
- Крунк 25-2 — тактичний літак (розмах крила 3,64 м, злітна вага 40-50 кг).
- Базе — розвідувальний літак (розмах крила 2,8 м, злітна вага 7,0 кг).

## Ізраїль
Ізраїль є одним з лідерів серед виробників БПЛА. Ізраїльські фірми продають безпілотники в 49 країн. 80 % вироблених в Ізраїлі безпілотників йдуть на експорт. У 2010 році в Збройні сили України було закуплено ізраїльський безпілотний комплекс Bird-Eye 400.
У 2008 році Ізраїль продав БПЛА на 150 мільйонів доларів. А в 2009 році вже на 650 мільйонів доларів. У 2010 і 2011 роках було продано ізраїльських безпілотників на суму 979 мільйонів доларів і 627 мільйонів доларів відповідно. У 2012 році була підписана угода з Індією на загальну суму 958 мільйонів доларів. З 2005 по 2013 рік Ізраїль експортував безпілотні літальні апарати в різні країни світу на суму в 4,6 мільярдів доларів. Це 10 % від загальної суми експорту ізраїльського озброєння. За даними інституту SIPRI (Стокгольм), «в 2001—2011 роках Ізраїль контролював 41 % світового ринку БПЛА». Таким чином, Ізраїль став найбільшим експортером безпілотників у світі.
| Модель                       | Виробник                                                    | Призначення                                          | Початок експлуатації | Побудовано | Тип двигуна                        | Злітна вага, кг/ розмах крила, м | Зовнішній вигляд |
| ---------------------------- | ----------------------------------------------------------- | ---------------------------------------------------- | -------------------- | ---------- | ---------------------------------- | -------------------------------- | ---------------- |
| Aerostar                     | Aeronautics Defense Systems                                 | багатоцільовий розвідувальний                        | 2000                 |            | ПД                                 | 220 / 7,5                        |                  |
| Aerolight                    | Aeronautics Defense Systems                                 | багатоцільовий легкий розвідувальний                 |                      |            |                                    |                                  |                  |
| Aerosky                      | Aeronautics Defense Systems                                 | багатоцільовий легкий розвідувальний                 |                      |            |                                    |                                  |                  |
| Dominator                    | Aeronautics Defense Systems                                 | розвідувальний                                       |                      |            | ПД дизельний або бензиновий (2 шт) |                                  |                  |
| Orbiter                      | Aeronautics Defense Systems                                 | розвідувальний                                       |                      |            | електричний                        | 6,5-20 / 2,2-3,6                 |                  |
| MicroB                       | Blue Bird Aero Systems Ltd                                  |                                                      |                      |            |                                    |                                  |                  |
| Boomerang                    | Blue Bird Aero Systems Ltd                                  | розвідувальний міні-БпЛА                             | 2008                 |            | електричний                        | 9 / 1,7                          |                  |
| SpyLite                      | Blue Bird Aero Systems Ltd                                  | тактичний міні-БпЛА                                  | 2009                 |            | електричний                        | 8 / 2,75                         |                  |
| Darter                       | Elbit Systems // (Silver Arrow)                             | тактичний розвідувальний, ближнього радіуса дії      |                      |            |                                    |                                  |                  |
| Hermes 90                    | Elbit Systems // (Silver Arrow)                             | багатоцільовий розвідувальний                        |                      |            |                                    |                                  | Hermes 90        |
| Hermes 180                   | Elbit Systems // (Silver Arrow)                             |                                                      |                      |            |                                    |                                  |                  |
| Hermes 450                   | Elbit Systems // (Silver Arrow)                             |                                                      |                      |            |                                    |                                  |                  |
| Hermes 900                   | Elbit Systems // (Silver Arrow)                             | багатоцільовий розвідувальний                        |                      |            |                                    |                                  | Hermes 900       |
| Hermes 1500                  | Elbit Systems // (Silver Arrow)                             |                                                      |                      |            |                                    |                                  |                  |
| Micro-Vee                    | Elbit Systems // (Silver Arrow)                             | багатоцільовий розвідувальний, ближнього радіуса дії |                      |            |                                    |                                  |                  |
| Skylark                      | Elbit Systems // (Silver Arrow)                             | тактичний розвідувальний                             |                      |            |                                    |                                  | Skylark          |
| Sniper                       | Elbit Systems // (Silver Arrow)                             | тактичний розвідувальний                             |                      |            |                                    |                                  |                  |
| Butterfly                    | E. M. I. T. Aviation                                        |                                                      |                      |            |                                    |                                  |                  |
| Horizon I                    | E. M. I. T. Aviation                                        |                                                      |                      |            |                                    |                                  |                  |
| Horizon II                   | E. M. I. T. Aviation                                        |                                                      |                      |            |                                    |                                  |                  |
| Sparrow                      | E. M. I. T. Aviation                                        |                                                      |                      |            |                                    |                                  |                  |
| Bird-Eye 400                 | Israel Aircraft Industries                                  | легкий переносний комплекс                           |                      |            |                                    |                                  |                  |
| Delilah                      | Israel Aircraft Industries                                  |                                                      |                      |            |                                    |                                  |                  |
| E-Hunter                     | Israel Aircraft Industries                                  | тактичний розвідувальний                             |                      |            |                                    |                                  |                  |
| Eitan (Ейтан)                | Israel Aircraft Industries                                  |                                                      |                      |            |                                    |                                  | Eitan            |
| Ghost                        | Israel Aircraft Industries                                  |                                                      |                      |            |                                    |                                  |                  |
| Harop                        | Israel Aircraft Industries                                  |                                                      |                      |            |                                    |                                  | Harop            |
| Harpy                        | Israel Aircraft Industries                                  | протирадіолокаційних                                 |                      |            |                                    |                                  | Harpy            |
| Heron                        | Israel Aircraft Industries                                  | розвідувальний                                       |                      |            |                                    |                                  | Heron            |
| I-View MK150                 | Israel Aircraft Industries                                  |                                                      |                      |            |                                    |                                  | I-View MK150     |
| Impact                       | Israel Aircraft Industries                                  |                                                      |                      |            |                                    |                                  | I-View Impact    |
| Panther                      | Israel Aircraft Industries                                  | тактичний розвідувальний                             | 2010                 |            | електричний                        | 65 / 3,5                         | Panther          |
| RQ-2 Pioneer                 | IAI/AAI Corporation (США)                                   | тактичний розвідувальний                             | 1986                 | 175        | Роторний двигун UEL AR-741         | 189 / 5,15                       |                  |
| RQ-5 Hunter                  | IAI/TRW Inc (США)                                           | тактичний розвідувальний                             | 1991                 | 75         | 2хПД Moto-Guzzi                    | 726 / 8,9                        | RQ-5 Hunter      |
| RUAG, Oerlikon ADS 95 Ranger | Israel Aircraft Industries RUAG Aviation Oerlikon-Contraves | розвідувальний                                       | 1988                 |            | ПД                                 | 275 / 5,71                       |                  |
| Scout                        | Israel Aircraft Industries                                  | тактичний розвідувальний                             |                      |            |                                    |                                  | Scout            |
| Searcher                     | Israel Aircraft Industries                                  | тактичний розвідувальний                             | 1992                 |            | ПД Лімбах L 550                    | 372 / 7,22                       | Searcher         |
| Searcher 2                   | Israel Aircraft Industries                                  | тактичний розвідувальний                             | 1998                 | > 10       | ПД UEL AR 68-1000 (83 к.с.)        | 436 / 8,55                       | Searcher II      |
| Falcon Eye                   | Innocon Innovative Controllers Ltd.                         |                                                      |                      |            |                                    |                                  |                  |
| Micro Falcon                 | Innocon Innovative Controllers Ltd.                         |                                                      |                      |            |                                    |                                  |                  |
| Mini Falcon I                | Innocon Innovative Controllers Ltd.                         |                                                      |                      |            |                                    |                                  |                  |
| Mini Falcon II               | Innocon Innovative Controllers Ltd.                         |                                                      |                      |            |                                    |                                  |                  |
| Spider                       | Innocon Innovative Controllers Ltd.                         |                                                      |                      |            |                                    |                                  |                  |
| Skylite A, Skylite B         | Rafael                                                      |                                                      |                      |            |                                    |                                  |                  |
| Mastiff                      | Tadiran                                                     |                                                      |                      |            |                                    |                                  |                  |
| Black Eagle 50               | Steadicopter                                                | легкий розвідувальний безпілотний вертоліт           | 2017                 | >10        | ПД MVVS 116                        | 35 / —                           |                  |
| Casper 250                   | Top I Vision                                                | Тактичний                                            |                      |            |                                    |                                  |                  |
| Casper 420                   | Top I Vision                                                | Тактичний                                            |                      |            |                                    |                                  |                  |
| Casper 650                   | Top I Vision                                                | Тактичний                                            |                      |            |                                    |                                  |                  |
| Casper 800                   | Top I Vision                                                | Тактичний                                            |                      |            |                                    |                                  |                  |
| Aerostat                     | Top I Vision                                                | Безпілотний аеростат                                 |                      |            |                                    |                                  |                  |
| AirMule                      | Urban Aeronautics                                           |                                                      |                      |            |                                    |                                  |                  |
| Centaur                      | Urban Aeronautics                                           |                                                      |                      |            |                                    |                                  |                  |
| X-Hawk                       | Urban Aeronautics                                           |                                                      |                      |            |                                    |                                  |                  |
| UAS-20                       | UAS Technologies                                            |                                                      |                      |            |                                    |                                  |                  |

## Індія
- DRDO Nishant — розвідувальний БПЛА
- Lakshya PTA
- Rustom 1

## Іран
- Mohajer 1 — це перший БПЛА розроблений в Ірані. Розроблений і поступив на озброєння 1985 році. За деякими даними під час Ірано-Іракської війни застосовувався навіть як ударний БПЛА шляхом установки 6 гранатометів РПГ-7.
- Mohajer 2
- Mohajer 3
- Mohajer 4 — серія середніх («міді») БПЛА Mohajer призначена для розвідки і наведення лазерних боєприпасів на цілі.
- Mohajer-6
- Nazir
- Ra'd
- Ababil — середній («міді») БПЛА для розвідки і атаки цілей.
- Saeghe — середній («міді») БПЛА призначений для використання як мішені і як фальшивої цілі для противника.
- Zohal — мікро БПЛА вертикального зльоту для тактичної розвідки.
- Hod Hod
- Sabokbal
- Talash
- А1 — перспективний середній розвідувальний
- Shaparak (Butterfly) — перспективний середній розвідувальний
- Karrar — крилата ракета, БПЛА. Максимальне корисне навантаження 1 тонна. Є основним атакуючим БПЛА Іранської армії.
- Sofreh Mahi (Stealth UCAV) — важкий атакуючий, розробляється в Ірані. Використовує stealth-технологію. Розробляється із застосуванням технологій захоплених на своїй території БПЛА, в тому числі технології RQ-170 Sentinel.

## Італія
- Aeronautica Lombarda A.R. — радіокерований «літак-снаряд» (перший політ 1943 рік)
- Anteos-MINI (Aermatica SPA)
- Mirach-26
- Mirach-100/150

## Іспанія
- Aerovision Fulmar

## Казахстан
- Сункар-1
- Сункар-2
- Сункар-3
- Сункар-200

## Канада
- CL-89
- CL-227 Sentinel
- CL-289
- CL-327 Guardian
- CL-427 Puma
- Meggitt Vindicator II[en]
- MMIST CQ-10 Snowgoose — має дві модифікації:

(CQ10A) — вантажний параліт (злітна маса 635 кг)
(CQ10B) — вантажний автожир (злітна маса 635 кг)

## Китай

### Безпілотні літаки
- ASN-206
- AVIC Cloud Shadow — розвідувально-ударний (розробник Aviation Industry Corporation of China, розмах крила 17,8 м, злітна вага 3000 кг)
- AVIC 601-S — серія експериментальних літаків виконаних за сехмою літаюче крило
- СН-3 RAINBOW 3 — розвідувально-ударний літак, розмах крила 7,9 м, злітна вага 640 кг;
- ChangKong-1[de]
- ChangKong-2
- WuZhen-5
- WuZhen-9
- D-4 UAV (Xian NPU)
- WZ-2000

### Безпілотні вертольоти
- Minghe — сільськогосподарський, діаметр ротора 2,05 м, злітна вага 22 кг
- V750 — злітна вага 757 кг

### Мультикоптери
- DJI Mavic Pro — любительський квадрокоптер (розробник DJI, вага 743 г)
- DJI Phantom — серія любительських квадрокоптерів (розробник DJI, вага 1200—1388 г)
- Ehang Ghost, Ehang Ghost 2.0 — квадрокоптер (розробник Ehang (Beijing Yi-Hang Creation Science & Technology Co., Ltd.), вага 650 г без батарейок)
- Ehang Hexacopter — гексакоптер (розробник Ehang, корисний вантаж 10 кг)

## Німеччина
- Aibot X6 — гексакоптер[19].
- AirRobot AR 100-B (Mikado)
- AscTec Falcon 8 — октакоптер для відеоспостереження.
- AscTec Firefly — гексакоптер для проведення досліджень[20].
- AscTec Hummingbird — легкий маневрений квадрокоптер[21].
- AscTec Pelican — квадрокоптер, злітна вага 1,65 кг[22].
- Brevel — (спільно з Францією)
- Canadair CL-289[de]
- Cassidian Talarion[de]
- Carolo P50[de]
- Defikopter
- Dornier Aerodyne[de]
- EADS Barracuda[de]
- EMT Aladin
- EMT Fancopter[23].
- EMT Luna X-2000 — розвідувальний літак (розробник EMT Penzberg, розмах крила 4,17 м, злітна вага 40 кг)
- EMT X-13[de]
- EuroHawk
- Festo SmartBird — орнітоптер, експериментальний (розмах крила 1,96 м, злітна вага 0,45 кг)
- md4-200, md4-1000[de] — мікродрони.
- SIRIUS (MAVinci)[24]
- Rheinmetall KZO
- Rheinmetall Taifun[de]

## Норвегія
- Black Hornet Nano — військовий мікровертоліт

## Об'єднані Арабські Емірати
- Global Yabhon

## Польща
- FlyEye — розвідувальний літак (розробник WB Electronics, розмах крила 3,6 м, злітна вага 11 кг)
- Warmate — ударний «літак-снаряд» (розробник WB Electronics, розмах крила 1,4 м, злітна вага 4 кг)

## Південно-Африканська Республіка
- Denel Dynamics Seeker[en] — розвідувальний. Застосовувався в ході війни з Анголою(Прикордонна Війна). Вага — 40 кг, радіус 200 км, тривалість польоту 9 годин.
- Denel Dynamics Bateleur[en] — більш новий БПЛА

## Росія(СРСР)
СРСР ще в 1970-ті — 80-ті роки був одним з лідерів з виробництва БПЛА, тільки Ту-143 було випущено близько 950 штук. А в 1988 році в безпілотному режимі виконав космічний політ космічний корабель «Буран».
У 2009 році Росія уклала з ізраїльською компанією Israel Aerospace Industries (IAI) контракт на придбання безпілотних літальних апаратів. В тому ж 2009 році на розробку БПЛА Міноборони РФ витратила, за повідомленнями джерел, 5 млрд рублів, але ці вкладення не принесли потрібного результату, тому виникли плани спільного з IAI виробництва БПЛА. До 2013 р. на Уральському заводі цивільної авіації (УЗГА) в Єкатеринбурзі налагоджено серійне виробництво БПЛА «Форпост», зроблені на базі БПЛА Searcher Mk. II, за ліцензією компанії IAI.

### Літаки
| Модель                                             | Виробник                                                 | Призначення                                       | Початок експлуатації | Побудовано                  | Тип двигуна                          | Злітна вага, кг/ розмах крила, м | Зовнішній вигляд |
| -------------------------------------------------- | -------------------------------------------------------- | ------------------------------------------------- | -------------------- | --------------------------- | ------------------------------------ | -------------------------------- | ---------------- |
| Ла-17Р                                             | Смоленський авіаційний завод                             | розвідувальний                                    | 1963                 | > 20                        | ТРД РД-9БР, Р-11К-300                |                                  | Ла-17Р           |
| Ту-123 «Яструб» (ДБР-1)                            | ОКБ Туполева                                             | надзвуковий дальній розвідувальний                | 1964                 | 52                          | ТРД КР-15                            | 35610 / 8,41                     | Ту-123 «Ястреб»  |
| Ту-130                                             | ОКБ Туполева                                             | гіперзвуковий планер для термоядерного боєприпасу | не літав             | 5                           |                                      |                                  |                  |
| Эльф-Д                                             | ОСКБЭС МАИ                                               | багатоцільовий експериментальний                  | 1979                 | 2                           | ПД «Нельсон»                         |                                  |                  |
| Ту-141 «Стриж» (ВР-2)                              | ОКБ Туполева                                             | розвідувальний                                    | 1979                 | 152                         | ТРД КР-17А                           | 5370 / 3,875                     |                  |
| Ту-143 «Рейс» (ВР-3)                               | ОКБ Туполева                                             | тактичний розвідувальний                          | 1982                 | ~950                        | ТРД ТРЗ-117, прискорювач СПРД-251    | 1230 / 2,24                      | Ту-143 «Рейс»    |
| Ту-300 «Коршун»                                    | ОКБ Туполева                                             | багатоцільовий                                    | 1991                 |                             |                                      |                                  |                  |
| ПС-01 «Комар»                                      | ОСКБЭС МАИ                                               | оперативний                                       | 1980                 | 3                           | ПД МП-6Х2                            |                                  |                  |
| Шмєль-1                                            | ДКБ імені Яковлєва                                       | розвідувальний                                    | 1983                 |                             | ПД                                   | 130 / 3,25                       |                  |
| Пчела-1Т                                           | ДКБ імені Яковлєва                                       | розвідувальний                                    | 1997                 |                             | ПД П-032, твердопаливні прискорювачі | 138 / 3,3                        |                  |
| Ту-243 «Рейс-Д» (ВР-3Д)                            | КумАПП                                                   | дозвуковій розвідувальний                         | 1999                 |                             | ТРД ТРЗ-117А, ускоритель РДДТ-243ДТ  |                                  |                  |
| Штиль                                              | Індела                                                   | малий розвідувальний                              |                      |                             | 3xТРД                                |                                  |                  |
| Т23 «Элерон»                                       | ЭНИКС                                                    | малий розвідувальний                              | 2007                 |                             | електричний                          |                                  |                  |
| Дозор-85                                           | Транзас                                                  | розвідувальний                                    | 2007                 | > 6                         | ПД 3W 170TS                          |                                  |                  |
| Иркут-2М                                           | НПК «Иркут»                                              | розвідувальний                                    | 2007                 |                             |                                      |                                  |                  |
| Иркут-850                                          | НПК «Иркут»                                              | розвідувальний                                    | 2007                 |                             |                                      |                                  |                  |
| Скат                                               | МиГ і Клімов                                             | дозвуковий ударний                                | не літав             | 2007 — повноразмірний макет | ТРД РД-93                            |                                  |                  |
| ZALA 421-08                                        | Беспилотные системы                                      | надмалий розвідувальний                           | 2008                 |                             | електричний                          |                                  |                  |
| Т-3                                                | Рисса                                                    | малогабаритний розвідувальний                     | 2008                 |                             | електричний                          |                                  |                  |
| Типчак                                             | КБ «Луч» (концерн «Вега»)                                | малий розвідувальний                              | 2008                 |                             | ПД                                   |                                  |                  |
| ZALA 421-04M                                       | Беспилотные системы/ZALA AERO GROUP                      | надмалий розвідувальний                           | 2009                 |                             | електричний                          | 5,5 / 1,615                      |                  |
| Иркут-10                                           | НПК «Иркут»                                              | розвідувальний                                    | 2009                 |                             |                                      |                                  |                  |
| Дозор-100                                          | Транзас                                                  | розвідувальний                                    | 2009                 |                             |                                      |                                  |                  |
| Дозор-600                                          | Транзас                                                  | розвідувальний і ударний                          |                      |                             | ПД                                   |                                  |                  |
| Иркут-200                                          | НПК «Иркут»                                              | розвідувальний                                    |                      |                             |                                      |                                  |                  |
| Инспектор 101                                      | Аэрокон                                                  | надмалий розвідувальний                           |                      |                             | електричний                          | вага 250 грам                    |                  |
| Инспектор 201                                      | Аэрокон                                                  | малий розвідувальний                              | 2009                 |                             | електричний                          |                                  |                  |
| Инспектор 301                                      | Аэрокон                                                  | розвідувальний                                    | 2009                 |                             | електричний                          |                                  |                  |
| DELTA-M                                            | ООО НПП «Автономные аэрокосмические системы — ГеоСервис» | багатоцільовий, оперативний, моніторинговий       | 2014                 | >4                          | електричний                          |                                  |                  |
| Орлан-3М                                           | Специальный технологический центр                        | багатоцільовий, оперативний                       | 2010                 |                             | ПД                                   |                                  |                  |
| Орлан-10                                           | ТОВ «Спеціальний технологічний центр»                    | багатоцільовий, оперативний                       | 2010                 | >200                        | ПД                                   | 18 / 3,1                         |                  |
| АВИС                                               | ОАО "НПП «Радар ммс»                                     | багатоцільовий моніторинговий комплекс            | 2011                 | >4                          | електричний                          | ? / 4-6                          |                  |
| Форпост ліцензійна копія ізраїльського Searcher II | УЗГА                                                     | тактичний розвідувальний                          | 2012                 | >10                         | ПД Jabiru 2200                       | 436 / 8,55                       |                  |
| Гранат-1                                           | ООО «Ижевские беспилотные системы»                       | розвідувальний                                    |                      | серійний                    | електричний                          | 2,4 / 0,82                       |                  |
| Гранат-4 (Рубеж-20)                                | Аэрокон / ООО «Ижевские беспилотные системы»             | розвідувальний                                    | 2012                 | >20                         | ПД                                   | 20-30 / 3,2                      |                  |
| Птеро-G0                                           | АФМ-Серверс                                              | багатоцільовий                                    | 2012                 | >7                          | ПД                                   | 20 / 3,13                        |                  |

### Вертольоти
| Модель           | Виробник             | Призначення                        | Початок експлуатації | Побудовано | Тип двигуна                  | Злітна вага, кг/ діаметр гвинта, м | Зовнішній вигляд |
| ---------------- | -------------------- | ---------------------------------- | -------------------- | ---------- | ---------------------------- | ---------------------------------- | ---------------- |
| Ка-37            | ВАТ «Камов»          | вертоліт з модульним навантаженням | 1993                 |            | 2хП-037                      | 250 / 30                           |                  |
| Ка-137           | ВАТ «Камов»          | розвідувальний вертоліт            | 1999                 |            | ПД Hirht 2706 R05            | 280 / 5,3                          |                  |
| ZALA 421-06      | Беспилотные системы  | розвідувальний вертоліт            | 2008                 |            |                              |                                    |                  |
| мБПВ-37-Б «Бриз» | ОАО "НПП «Радар ммс» | вертоліт з модульним навантаженням | 2011                 | >10        | ПД 80 см³                    |                                    |                  |
| БПВ-500          | ОАО "НПП «Радар ммс» | вертоліт з модульним навантаженням | 2011                 |            | двотактний бензиновий двигун |                                    |                  |
| Ка-135           |                      |                                    |                      |            |                              |                                    |                  |
| Коршун           |                      |                                    |                      |            |                              |                                    |                  |

## Сполучені Штати Америки

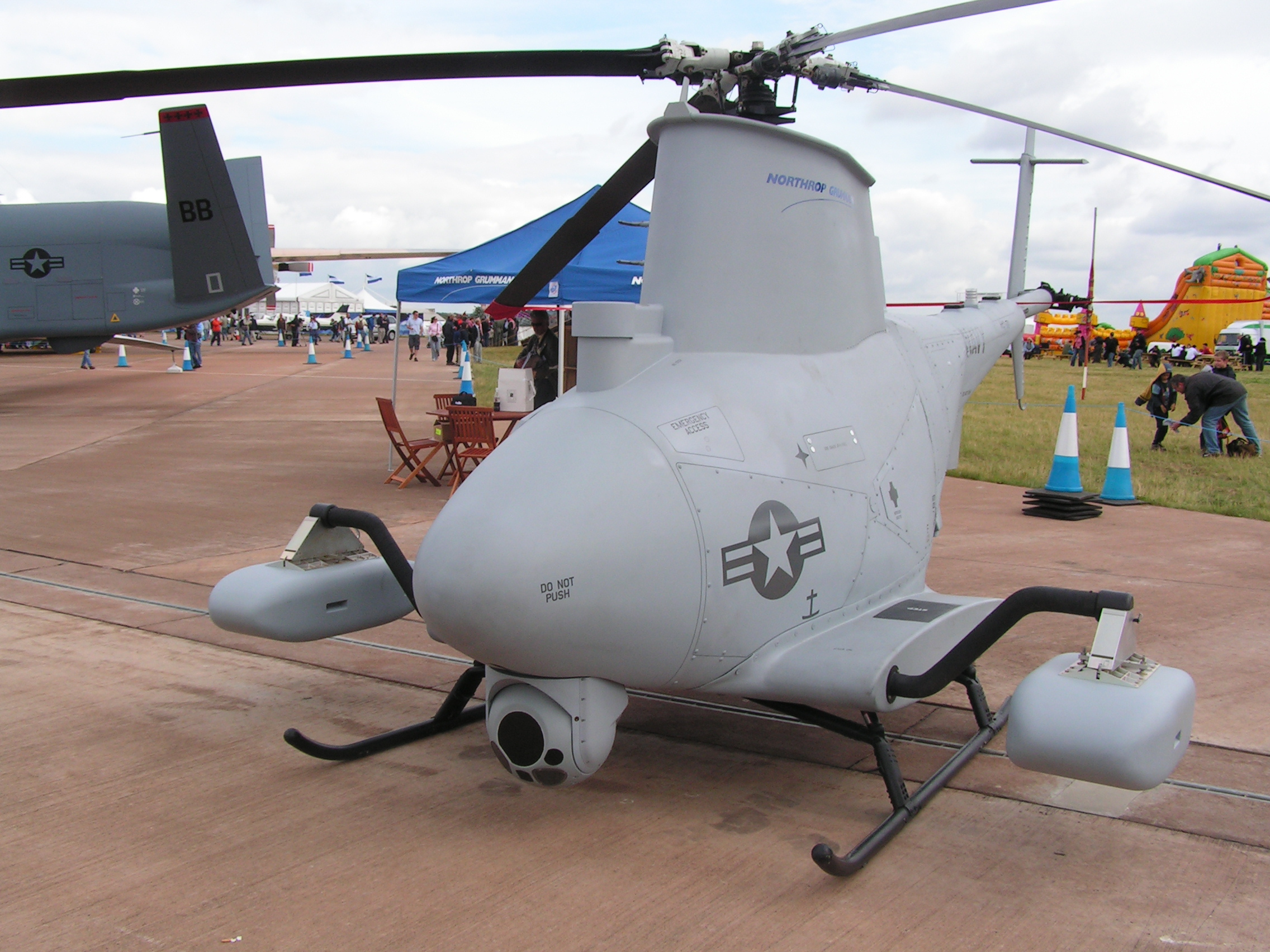
MQ-8B Fire Scout на виставці RIAT-2007.

На початок 2008 року в США було побудовано близько 200 моделей різноманітних безпілотних літальних апаратів, більша їхня частина призначена для військових цілей.
Літаки і конвертоплани
| Модель                      | Виробник                                                            | Призначення                                                   | Перший політ | Побудовано | Тип двигуна                                | Злітна вага, кг/ розмах крила, м | Зовнішній вигляд |
| --------------------------- | ------------------------------------------------------------------- | ------------------------------------------------------------- | ------------ | ---------- | ------------------------------------------ | -------------------------------- | ---------------- |
| AQM-34                      | Ryan Aeronautical                                                   | розвідувальний                                                | 1951         |            | J69, J85                                   |                                  |                  |
| North American X-10         | North American                                                      | експериментальний                                             | 1953         | ~10        | 2хТРД Westinghouse XJ40                    | 18430 / 8,58                     |                  |
| Lockheed D-21               | Lockheed                                                            | надзвуковий розвідувальний                                    | 1964         | 38         | ППРД                                       |                                  |                  |
| AQM-91 Compass Arrow        | Ryan Aeronautical                                                   | висотний розвідувальний                                       | 1968         | 28         | ТРД General Electric J97-GE-3              |                                  |                  |
| YQM-94A Compass Cope        | Boeing                                                              | висотний розвідувальний                                       | 1973         | 2          | ТРД General Electric J97-GE-100            |                                  |                  |
| YQM-98A Compass Cope        | Теледайн Райн                                                       | висотний розвідувальний                                       | 1974         | 2          | ТРД YF104-GA-100                           |                                  |                  |
| RQ-2 Pioneer                | AAI Corporation/IAI                                                 | тактичний розвідувальний                                      | 1985         | 175        | Роторний двигун UEL AR-741                 | 189 / 5,15                       |                  |
| Scarab                      | Ryan Aeronautical                                                   | розвідувальний                                                |              | 56         |                                            |                                  |                  |
| Boeing Condor               | Boeing                                                              | важкий експериментальний розвідувальний                       | 1988         |            | 2xContinental TSOL-300-2                   |                                  |                  |
| GNAT-750                    | General Atomics                                                     | розвідувальний                                                | 1989         |            | ПД Rotax 912                               |                                  |                  |
| RQ-5 Hunter                 | IAI/TRW Inc (США)                                                   | тактичний розвідувальний                                      | 1991         | 75         | 2хПД Moto-Guzzi                            | 726 / 8,9                        |                  |
| MQ-1 Predator               | General Atomics                                                     | розвідувальний і ударний                                      | 1994         | >195       | ПД Rotax 914 UL                            | 1020 / 14,84                     |                  |
| ALTUS                       | General Atomics                                                     | науково-дослідний                                             | 1996         |            | ПД Rotax 914 UL                            |                                  |                  |
| RQ-3 Darkstar               | Lockheed/Boeing                                                     | висотний розвідувальний                                       | 1996         | 4          | ТРДД Williams-Rolls FJ44-1A                |                                  |                  |
| Конвертоплан Bell Eagle Eye | Bell Helicopter, Scaled Composites                                  | багатоцільовий                                                | 1998         | 2          | ГТД Pratt & Whitney Canada PW207D          | 1020 / 7,37                      |                  |
| Aerosonde                   | Aerosonde Ltd                                                       | для метеоспостережень                                         | 1998         |            | ПД Enya R120                               | 13,1 / 1,7                       |                  |
| Black Widow                 | AeroVironment                                                       | експериментальний надмалий розвідувальний                     |              |            |                                            |                                  |                  |
| Global Observer             | AeroVironment                                                       | аерофотозйомка                                                |              |            |                                            |                                  |                  |
| RQ-4 Global Hawk            | Ryan Aeronautical                                                   | стратегічний розвідувальний                                   | 1998         | 42         | ТРДД Rolls-Royce F137-RR-100               | 14628 / 39,89                    |                  |
| MQ-9 Reaper                 | General Atomics                                                     | розвідувально-ударний                                         | 2001         | >28        | ТВД Honeywell TP331-10T                    | 4760 / 20                        |                  |
| RQ-11 Raven                 | AeroVironment                                                       | малий розвідувальний                                          | 2001         | >7330      | електричний Aveox 27/26/7-AV               | 1,9 / 1,372                      |                  |
| RQ-14 Dragon Eye            | Naval Research Laboratory, U.S. Marine Corps Warfighting Laboratory | малий розвідувальний                                          | 2001         | >1000      |                                            | 2,7 / 1,1                        |                  |
| Lockheed Martin Desert Hawk | Lockheed (Skunk Works)                                              | розвідувальний                                                | 2002         |            | електричний                                | 3,2 / 1,32                       |                  |
| Boeing X-45                 | Boeing Integrated Defense Systems                                   | експериментальний багатоцільовий                              | 2002         | 2          | ТВД Honeywell F124-GA-100                  | 5529 / 10,3                      |                  |
| ScanEagle                   | Insitu                                                              | розвідувальний                                                | 2002         | >40        | ПД двотактний 1,5 к.с. (1,12 кВт)          | 18 / 3                           |                  |
| X-47A Pegasus               | Northrop Grumman Corporation                                        | ударний                                                       | 2003         | 2          | ТВРД Pratt & Whitney JT15D-5C              | 2678 / 5,95                      |                  |
| Boeing X-50                 | Boeing                                                              | експериментальний                                             | 2003         | 2          |                                            | 645 / 2,71                       |                  |
| RQ-7 Shadow                 | AAI Corporation                                                     | розвідувальний                                                | 2004         |            | Роторний двигун UAV Engines Ltd AR741-1101 | 149 / 3,89                       |                  |
| WASP                        |                                                                     | надмалий розвідувальний                                       | 2007         |            |                                            |                                  |                  |
| Boeing X-48                 | Boeing                                                              | експериментальний, для відпрацювання схеми «Літаюче крило»    | 2007         |            | ТРД 3xWilliams J24-8                       |                                  |                  |
| RQ-20 Puma                  | AeroVironment                                                       | легкий розвідувальний                                         | 2007         | >1000      | електричний                                | 5,9 / 2,8                        |                  |
| RQ-170 Sentinel             | Lockheed Martin                                                     | розвідувальний                                                | 2007         |            |                                            |                                  |                  |
| X-47B                       | Northrop Grumman Corporation                                        | багатоцільовий, демонстраційний                               | 2011         | 2          | ТРД Pratt & Whitney F100-220               | 20215 / 11,63                    |                  |
| Phantom Ray                 | Boeing (Phantom Works)                                              | демонстраційний/експериментальний                             | 2011         | 1          | ТРДДФ General Electric F404-GE-102D        | 16 556 / 15                      |                  |
| Phantom Eye                 | Boeing (Phantom Works)                                              | дальній висотний                                              | 2012         | 1          | ПД 2xFord 2,3 л на водневому паліві        | 6407 / 46                        |                  |
| AD-150                      | American Dynamics                                                   | вертикального зльоту і посадки; для підтримки морської піхоти |              |            | Pratt & Whitney Canada PW200               |                                  |                  |

- General Atomics MQ-1C Gray Eagle

Обманні цілі
- ADM-160A Mald
- I-TALD

Мішені
- Northrop BQM-74 Chukar
- AQM-37 Jayhawk

Вертольоти
- A 160 Hummingbird
- Boeing AH-6 — ударний військовий, діаметр ротора 8,33 м, вага 1610 кг.
- Cypher
- Dragon Warrior
- Gyrodyne QH-50
- Ingenuity (Марсіанський Гвинтокрил-розвідник) — роботизований гвинтокрил-розвідник, для дослідження поверхні Марса (в розробці станом на 2020 рік)
- RQ-8A Fire Scout
- MQ-8 Fire Scout — багатоцільовий військовий, діаметр ротора 8,38 м, вага 1157 кг.

Мультикоптери
- GoPro Karma — аматорський квадрокоптер (розробник GoPro)

Експериментальні
- RQ-6 Outrider
- NASA Pathfinder — літак на сонячних батареях

На базі застарілих винищувачів
- F-4 «Фантом»

## Туреччина
- Bayraktar Mini UAV
- Bayraktar Akıncı — перспективний важкий ударний
- Bayraktar TB2 — багатоцільовий літак (розмах крила 12 м, злітна вага 560 кг)
- STM Kargu — квадрокоптер, безпілотний «камікадзе» (вага 7,06 кг)
- TAI Aksungur — багатоцільовий літак (розмах крила 24 м, злітна вага 3 300 кг)
- TAI Anka
- TAI Simsek
- TAI Gözcü — розвідувальний літак (розмах крила 3,75 м, злітна вага 85 кг)
- TAI Martı — розвідувальний літак (розмах крила 1,2 м, злітна вага 12 кг)
- TAI Pelikan — розмах крила 3,6 м, злітна вага 35 к
- TAI Turna
- Vestel Karayel — багатоцільовий літак (розмах крила 10,5 м, злітна вага 550 кг)

## Україна

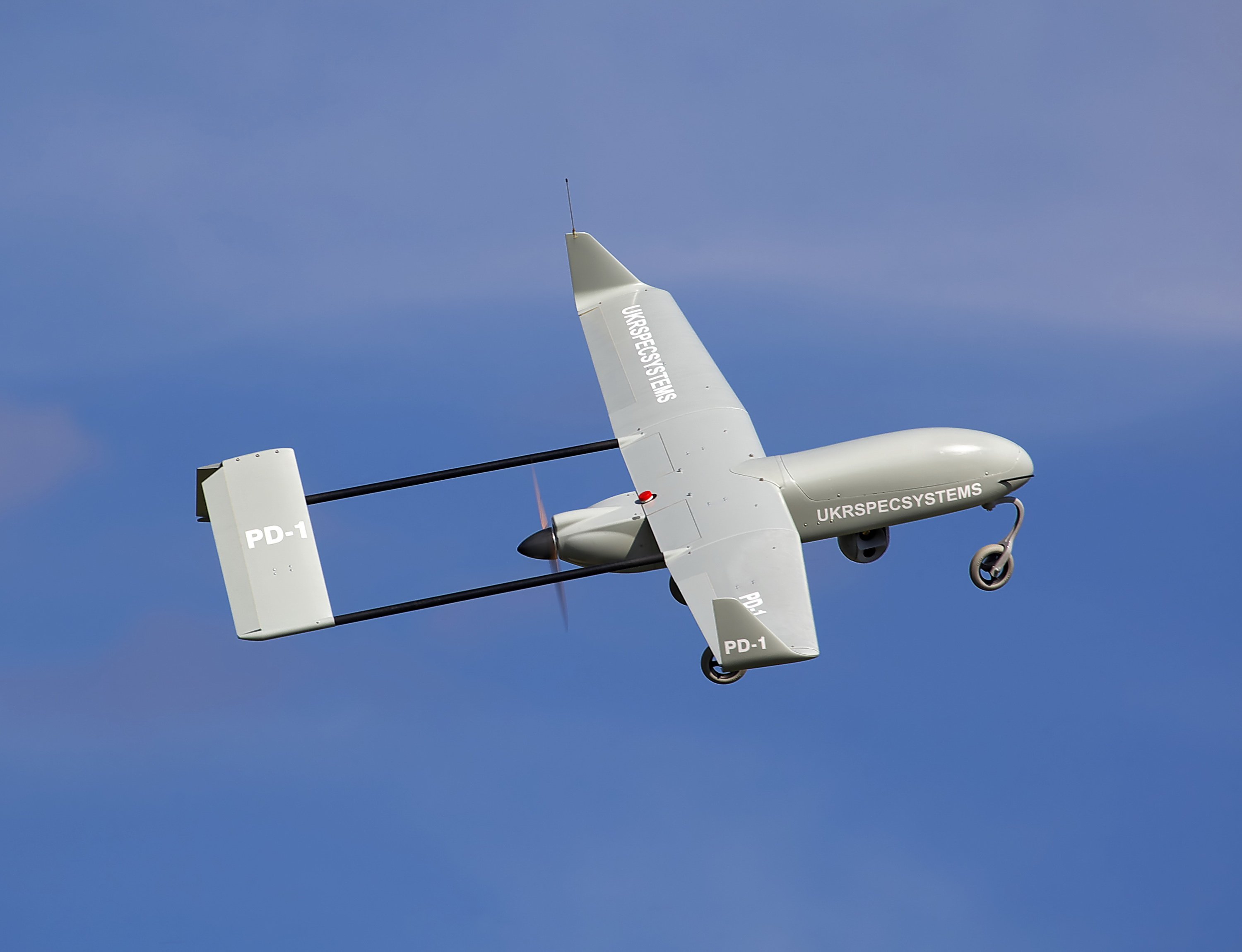
People's Drone PD-1

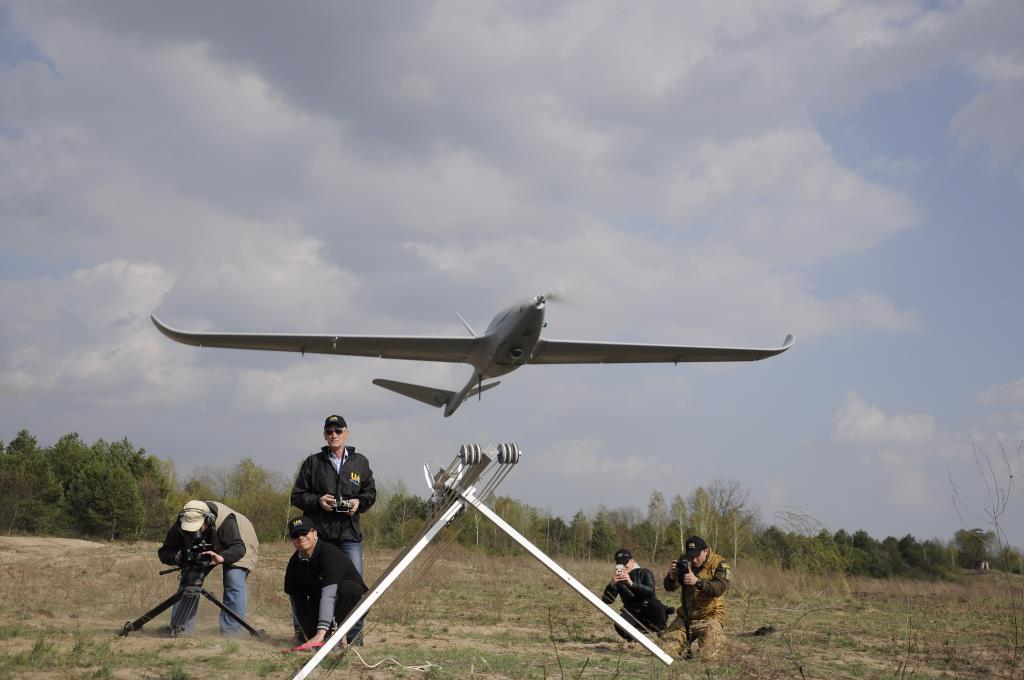
М-10 «Око»

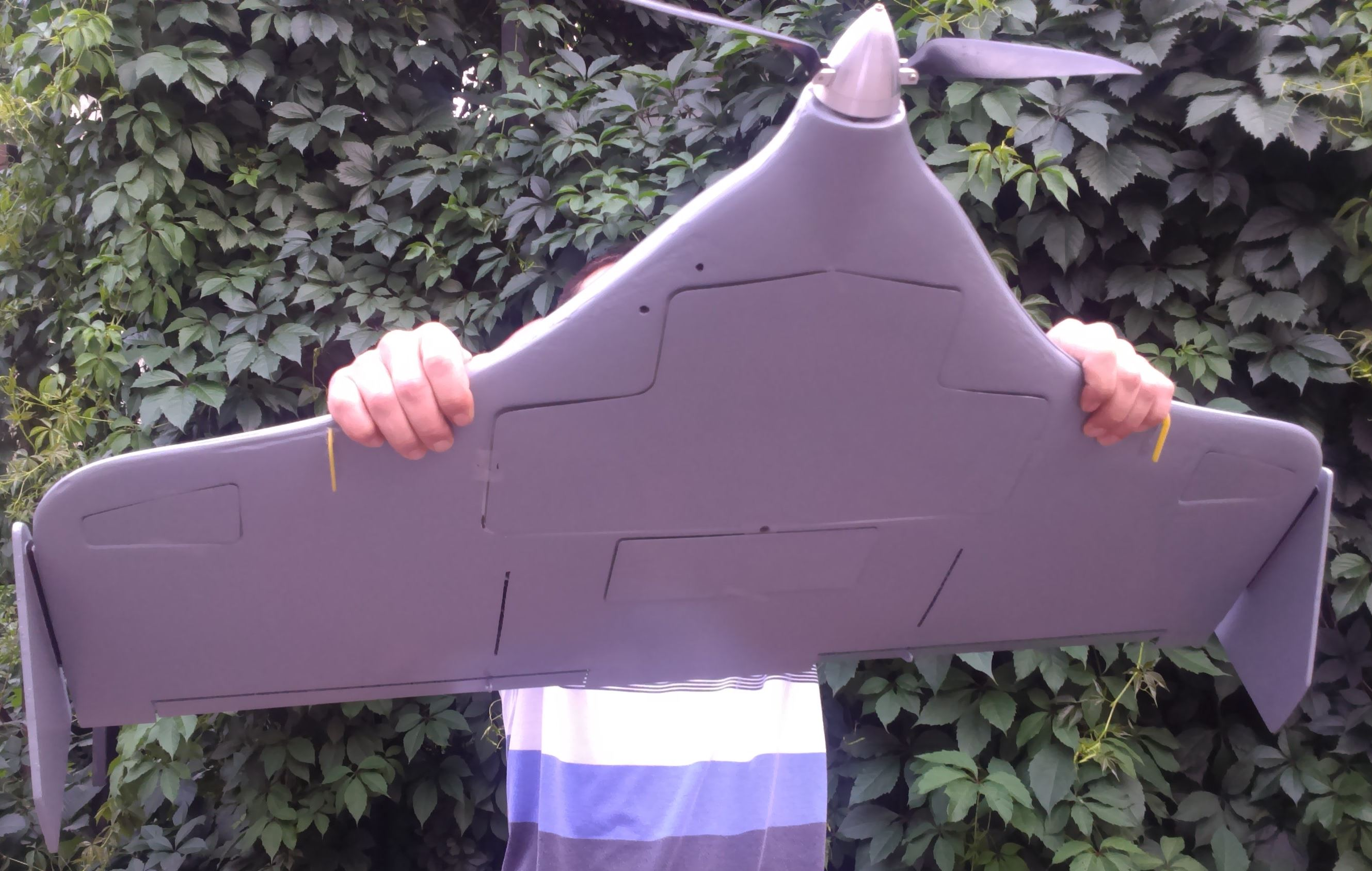
UAV «Sparrow»

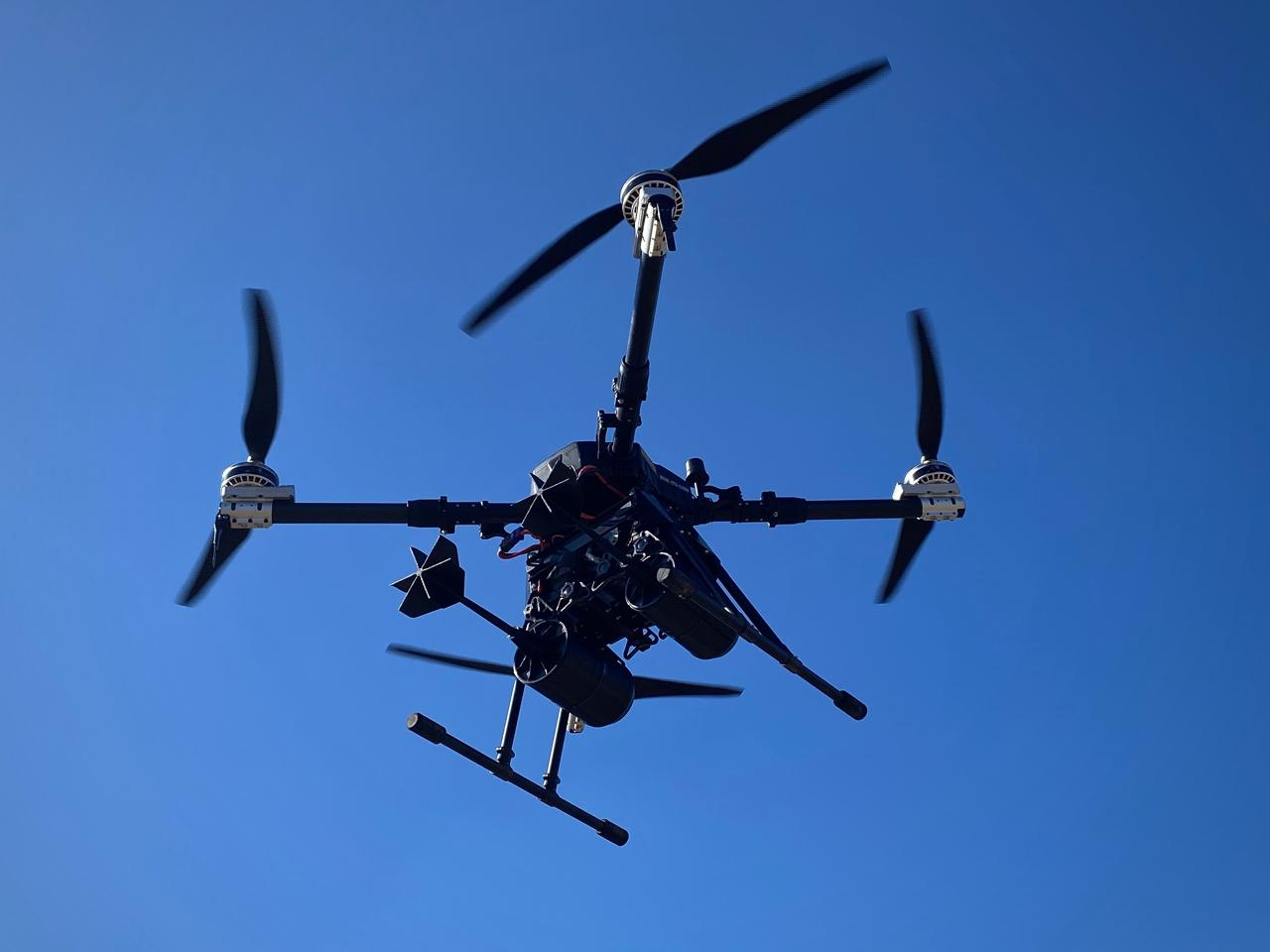
Pegasus Arms 25

- Ан-Бк-1 «Горлиця» — тактичний, перебуває в стадії розробки (максимальна злітна маса 200 кг)
- Грім — баражуючий боєприпас, злітна вага 10 кг
- Горгона[52] — безпілотне повітряне судно однієї місії оперативно-тактичного класу
- Кажан-1 — розвідувальний літак
- Лелека-100 — розвідувальний літак (розмах крила 1,98 м, злітна вага 5 кг)
- М-6 «Жайвір» — експериментальний літак (максимальна злітна маса 10 кг, розмах крила 1,6 м)
- М-7 «Небесний патруль» — експериментальний двомоторний літак (максимальна злітна маса 150 кг, розмах крила 5,16 м)
- М-10 «Око» — розвідувальний літак (максимальна злітна маса 4,95 кг)
- Надія [53]— розвідувальне БПС, одномоторний вільнонесучий середньоплан типу “літаюче крило”
- Обрій — реактивний літак, повітряна мішень. Розмах крила: 2,47 м.
- Сокіл-2 — український літак (злітна маса 5 кг, розмах крила 4,2 м)
- Сокіл-300 — ударний літак з корисним навантаженням 300 кг, в розробці (2020 рік)
- Стрепет-С — багатоцільовий літак (максимальна злітна маса 200 кг)
- Фурія А1-С, КС-1 — розвідувальний літак (максимальна злітна маса 5,5 кг, розмах крила 2,25 м)
- Columba UAV/UAC[54] — тактичний багатоцільовий розвідувальний БпАК «Колумба»
- F-2M — літак спостереження, в розробці (2020 рік). Максимальна злітна вага 18 кг.
- Microvisor SM 7
- Microvisor SM 7М
- Observer SM 1
- Pegasus Arms 25 — ударний дрон-бомбер, квадрокоптер роторного типу
- PD-1 — розвідувальний літак (максимальна злітна маса 33 кг, розмах крила 3 м)
- PD-2 — багатоцільовий літак (максимальна злітна маса 55 кг, розмах крила 5 м)
- Pegasus Arms 25[55] [56][57] — ударний бойовий дрон, стійкий до РЕБ противника, є частиною БпАК (безпілотного авіаційного комплексу) (макс. дальність польоту 14 км, макс. злітна маса 40 кг)
- Punisher — ударний БПЛА (розмах крила 2.25 м)
- R18 — ударний дрон-бомбер, октокоптер роторного типу
- R-100 — багатоцільовий літак (максимальна злітна маса 18 кг, розмах крила 1,4 м)
- Raybird-3 — розвідувальний літак (розмах крила 2,96 м, максимальна злітна вага 23 кг)
- SMIC Aerospace
- Sparrow UAV/UAC[54] — розвідувальний літак (максимальна злітна маса 4 кг, розмах крила 0,98 м)
- Spectator — розвідувальний літак (максимальна злітна маса 5,5 кг, розмах крила 3 м)
- Supervisor SM 2, -SM 2B, -SM 2D
- Vampire — ударний дрон-бомбер, гексаокоптер роторного типу
- Viper SM 3
- Warmate — ударний «літак-снаряд» (розробник WB Electronics, розмах крила 1,4 м, злітна вага 4 кг)

## Франція

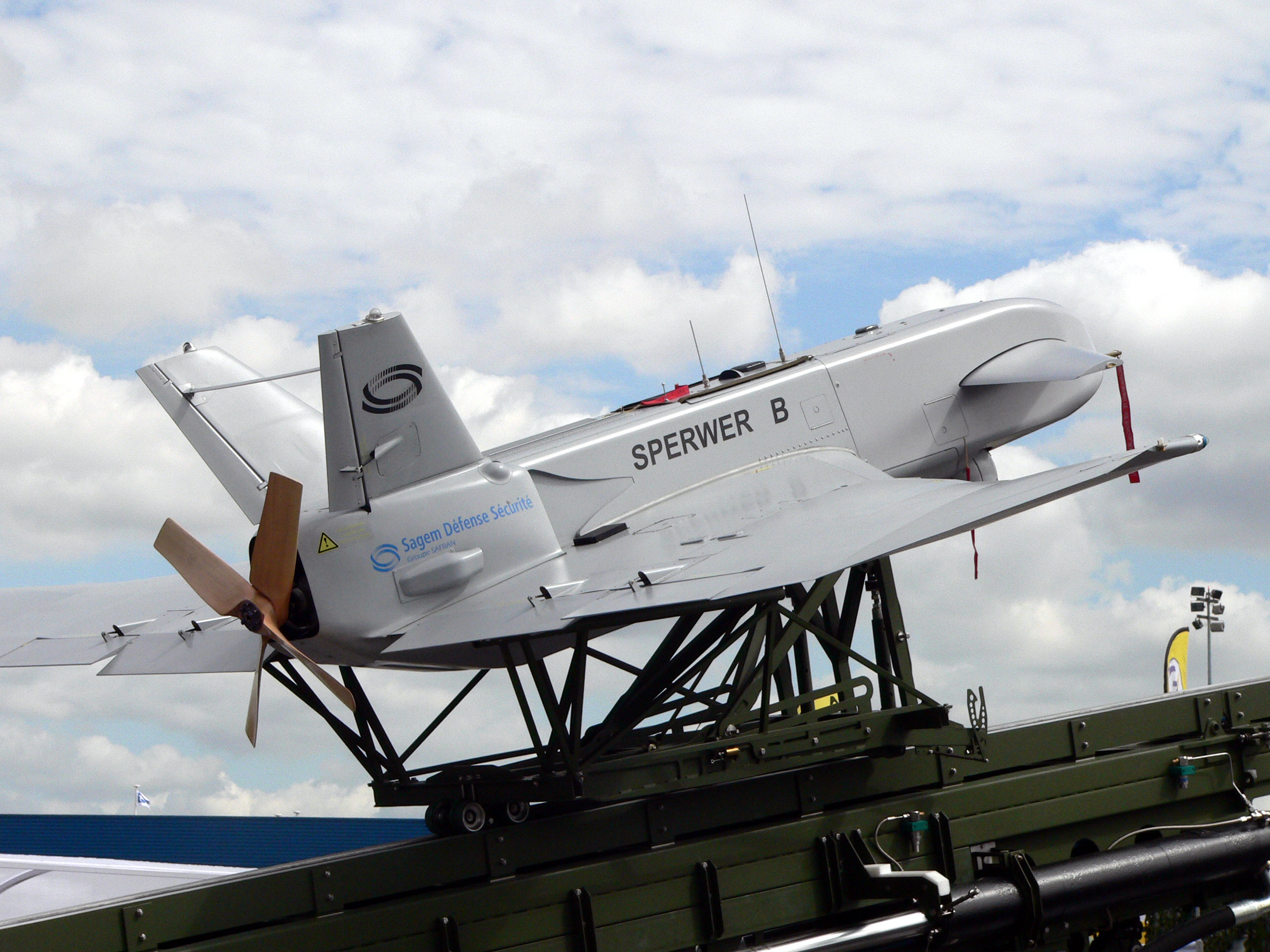
SPERWER B

- Azimut
- Brevel — (спільно з Німеччиною)
- Chacal-2
- Crecerelle
- Dassault nEUROn — експериментальний літак, «літаюче-крило» (розмах крила 12,5 м, злітна вага 7000 кг)
- Dragon
- Fox
- Futura
- Lehmann Aviation LP960 (мікро-БПЛА розмах крила 0,92 м, злітна вага 1,25 кг) — розвідка, картографія, цифрові моделі рельєфу (знятий з виробництва)
- Lehmann Aviation LV580 (мікро-БПЛА розмах крила 0,92 м, злітна вага 1,25 кг) — для денного і нічного повітряного відеоспостереження в режимі онлайн (знятий з виробництва)
- Lehmann Aviation LM500 (мікро-БПЛА розмах крила 0,92 м, злітна вага 0,95 кг) — багатоцільовий аеромоніторинг, розвідка
- Lehmann Aviation LM450 (мікро-БПЛА розмах крила 0,92 м, злітна вага 0,95 кг) — спостереження (знято з виробництва наприкінці 2014 року)
- Lehmann Aviation LA100 (мікро-БПЛА розмах крила 0,92 м, злітна вага 0,85 кг) — апарат для аерофото — відеозйомки (знято з виробництва в середині 2015 року)
- Lehmann Aviation LA200 (мікро-БПЛА розмах крила 0,92 м, злітна вага 0,85 кг) — апарат для аерофото — відеозйомки (знятий з виробництва)
- Lehmann Aviation LA300 (мікро-БПЛА розмах крила 0,92 м, злітна вага 0,85 кг) — апарат для потреб с/г, будівництва, геодезії (знятий з виробництва)
- Lehmann Aviation LA500 (мікро-БПЛА розмах крила 1,16 м, злітна вага 1,5 кг) — повністю автоматичний апарат літаюче крило
- Mark Mk-II
- Marula
- Sperwer — розвідувальний літак (розмах крила 4,2 м, злітна вага 330 кг)
- Spy Arrow — розвідувальний літак (розмах крила 0,54 м, злітна вага 0,5 кг[58])
- SIDM — на базі ізраїльських зразків

## Чехія
- Sojka III

## Швейцарія
- RUAG, Oerlikon (спільно з  IAI) ADS 95 Ranger — розвідувальний літак злітною масою 275 кг та розмахом крила 5,7 м. Перший політ у 1988 році.